# Гостиница у Покровских ворот
Гостиница у Покровских ворот — историческая гостиница в Москве у Покровских ворот. Расположена в Басманном районе Центрального административного округа по адресу: улица Покровка дом 17, строение 1 и дом 16. Здание охраняется как объект культурного наследия федерального значения.

## История
Название Покровские ворота идёт с истории Белого города, они были построены в XVI веке.
Через двести лет стены Белого города стали разрушаться и жители разобрали её по кирпичам. В 1764 году стену полностью разобрали. Вместо неё были устроены бульвары и площади.
По приказу императора Павла I в начале XIX века на месте Белого города построены двухэтажные гостиницы.
С 1805 года по 1825 год строилась гостиница, по адресу улица Покровка дом № 17. Спонсор: купчиха Гусева, которая закупила территорию между Чистопрудным бульваром и Покровкой. Лавки и магазины занимали первый этаж.
В XX веке большинство гостиных зданий было разобрано. Однако остались 2 у Покровских ворот.
В январе 1937 года на стене установлен знак «Крепим оборону СССР», значит все жители имели знак «Готов к ПВХО» I ступени.
На данный момент, 2015 год, дом №17 сдаётся в аренду для офисов класса В.
Часть строения 1 несена в Красную книгу Архнадзора (электронный каталог объектов недвижимого культурного наследия Москвы, находящихся под угрозой).

## Гостиница
С 1805 по 1930е годы на данном месте располагалась гостиница.
После 1937 года здание утратило своё основное предназначение.

## Архитектура
Многие полагают, что архитектор В. П. Стасов, поэтому здания также называют «стасовскими» гостиницами. Хотя официальных подтверждений не было.
При постройке гостиницы строили друг напротив друга.
Гостиница, по адресу дом 17, находится в торце Чистопрудного бульвара. Вид — каре с внутренним двором.